# Tojo Fanomezana
Tojo Claudel Fanomezana (ur. 11 września 1989 w Antananarywie) – madagaskarski piłkarz grający na pozycji napastnika. Od 2021 jest zawodnikiem klubu CFFA.

## Kariera klubowa
Swoja piłkarską karierę Fanomezana rozpoczął w klubie Tana Formation FC. W 2012 roku zadebiutował w jego barwach w pierwszej lidze madagaskarskiej. W debiutanckim sezonie został z nim wicemistrzem kraju. W latach 2015–2018 był zawodnikiem AS Saint Michel, z którym w 2016 i 2017 został wicemistrzem Madagaskaru. W latach 2019–2021 występował w Fosa Juniors FC. W 2019 roku wywalczył z nim mistrzostwo kraju. W 2021 przeszedł do CFFA, z którym w sezonie 2021/2022 został mistrzem kraju.

## Kariera reprezentacyjna
W reprezentacji Madagaskaru Fanomezana zadebiutował 16 czerwca 2012 roku w przegranym 1:3 meczu kwalifikacji do Pucharu Narodów Afryki 2013 z Republiką Zielonego Przylądka, rozegranym w Praii. Od 2012 do 2017 wystąpił w kadrze narodowej 16 razy i strzelił 4 gole.